# Draga (Tutin)
Pour les articles homonymes, voir Draga.
Draga (en serbe cyrillique : Драга) est une localité de Serbie située dans la municipalité de Tutin, district de Raška. Au recensement de 2011, elle comptait 1 116 habitants.

## Démographie
| 1948 | 1953  | 1961  | 1971  | 1981  | 1991  | 2002 | 2011  |
| ---- | ----- | ----- | ----- | ----- | ----- | ---- | ----- |
| 978  | 1 084 | 1 146 | 1 069 | 1 220 | 1 357 | 950  | 1 116 |

|  |